# يوهانس هوفمان (سياسي)
يوهانس هوفمان (بالألمانية: Johannes Hoffmann)‏ (23 ديسمبر 1890 في شيففايلر - 21 سبتمبر 1967 في فولكلينغن)، كان سياسي ألماني ينتمي إلى حزب الوسط . وقد اُنتخب عضو في مجلس الشورى الموحد سارلاند. شغل في الفترة من 20 ديسمبر 1947 إلى 29 أكتوبر 1955 منصب رئيس وزراء محمية سار.

## روابط خارجية
- يوهانس هوفمان (سياسي) على موقع مونزينجر (الألمانية)